# Brad Rowe
Bradley Thomas „Brad” Rowe (ur. 15 maja 1970 w Milwaukee) – amerykański aktor, scenarzysta, producent filmowy i telewizyjny.

## Życiorys
Urodził się w Milwaukee w stanie Wisconsin. Studiował na wydziale ekonomii na Uniwersytecie Wisconsin w Madison, w Wisconsin. Uczył przez dwa lata języka angielskiego w Hiszpanii. Pracował w Waszyngtonie jako menedżer finansów oraz w wydziale pocztowym w United Talent Agency. Ukończył kurs pisania scenariuszy w stanie Illinois.
Jako aktor zadebiutował pierwszoplanową rolą Nagle’a w filmie Niewidzialna pokusa (Invisible Temptation, 1996). W komedii romantycznej Billy’s Hollywood Screen Kiss (1998) wystąpił u boku Seana Hayesa jako Gabriel.

## Życie prywatne
18 września 1999 poślubił Lisę Fiori, z którą ma syna Hoppera (ur. 9 września 2002). Wspiera prawa osób LGBT, w tym ideę małżeństw homoseksualnych.

## Filmografia

### filmy fabularne
- 1996: Niewidzialna pokusa (Invisible Temptation) jako Nagle
- 1998: Projekt 'Pandora' (The Pandora project) jako Porucznik Tim Lacy
- 1998: Ekranowy pocałunek hollywoodzki Billy’ego (Billy’s Hollywood Screen Kiss) jako Gabriel
- 1999: Przedsionek piekła (Purgatory) jako Leo „Sonny” Dillard
- 1999: Body Shots jako Shawn Denigan
- 1999: W sieci kłamstw (Stonebrook) jako Erik
- 1999: Dom Christiny (Christina's House) jako Howie Rhodes
- 2001: Zdaniem Spencera (According to Spencer) jako Craig
- 2001: Bez wyjścia (Nailed) jako Jeff Romano
- 2002: Full Frontal. Wszystko na wierzchu (Full Frontal) jako Sam Osbourne
- 2002: Czy mógłbym cię okłamać? (Would I Lie to You?) jako Paul
- 2003: Fish Without a Bicycle jako Danny
- 2003: Getting Hal jako Hal
- 2004: Milcz i całuj (Shut Up and Kiss Me!) jako Pete Waddle
- 2006: Mroczna fascynacja jako Ronnie Klein
- 2007: Shelter jako Shaun
- 2008: For Better or for Worse
- 2008: Dziwka (Whore) jako John
- 2007: Skarb narodów: Księga tajemnic (National Treasure: The Book of Secrets) jako agent Hopper

### filmy TV
- 2000: Lata siedemdziesiąte (The 70s) jako Byron Shales
- 2003: Do siedmiu razy sztuka (Lucky 7) jako Daniel McCandles
- 2004: Jessica jako Mike
- 2005: Miłość do wynajęcia (Love for Rent) jako Jesse
- 2005: Nadine in Date Land jako Adam
- 2005: Tajemnicza kobieta: Śmiertelna melodia (Mystery Woman: Sing Me a Murder) jako Jason Hurd
- 2005: Four Corners of Suburbia jako Doug Lathrop
- 2006: Zaginięcie (Vanished) jako Jake
- 2006: Przecież nikt się ze mną nie założy (Though None Go with Me) jako młody Ben Phillips
- 2006: Nienasycony (The Insatiable) jako Ronnie

### seriale TV
- 1997: Słodkie zmartwienia (Clueless) jako Brian
- 1997: Baza Pensacola (Pensacola: Wings of Gold) jako Zach Rossler
- 1998: Niebieski Pacyfik (Pacific Blue) jako Kyle Cavanaugh
- 1998: NewsRadio jako Walt
- 1999: Wasteland jako Tyler 'Ty' Swindell
- 2000: Dzika rodzinka (The Wild Thornberrys) jako Wielki koziorożec (głos)
- 2001: Po tamtej stronie (The Outer Limits) jako Daniel
- 2002: Cudotwórca (Leap of Faith) jako Dan Murphy
- 2003-04: Poszukiwani (1-800-Missing) jako Jack Burgess
- 2005: The Bad Girl’s Guide jako Dirk Flederhosen
- 2005: Podkomisarz Brenda Johnson (The Closer) jako Dean Kingsley
- 2005: CSI: Kryminalne zagadki Las Vegas (C.S.I.: Crime Scene Investigation) jako Mark Kyman
- 2006: Poszukiwani (1-800-Missing) jako Jack Burgess
- 2006: Zabójcze umysły (Criminal Minds) jako Tony Canardo
- 2006: CSI: Kryminalne zagadki Miami (CSI: Miami) jako Stephen Rowe
- 2005: Mów mi swatka (Miss Match) jako David Hillman
- 2007: Powiedz, że mnie kochasz (Tell Me You Love Me) jako lekarz
- 2007: CSI: Kryminalne zagadki Nowego Jorku (CSI: NY) jako Anxious Clubgoer
- 2007: Jak poznałem waszą matkę (How I Met Your Mother) jako George
- 2007: Drive jako Richard Patrakas
- 2007: Zaklinacz dusz (Ghost Whisperer) jako Hugh Bristow
- 2008: IQ-145 jako Jake Berringer
- 2018: Gods of Medicine jako Terrance Edwards

### Filmy krótkometrażowe
- 2003: Certainly Not a Fairytale jako Ken Doll #1
- 2003: Październik (October)
- 2003: The Uninvited jako Gabriel
- 2003: Feather Pimento jako detektyw Murphy
- 2006: Ostatni dzień (Last Day) jako Tyso

### Filmy dokumentalne
- 2008: My Big Break